# Jacques Lacoursière
Pour les articles homonymes, voir Lacoursière.
Jacques Lacoursière (né le 4 mai 1932 à Shawinigan et mort le 1er juin 2021 à Québec) est un historien et auteur québécois qui se spécialise dans la vulgarisation de l'histoire du Québec.
Tout au long de sa carrière et de ses nombreux écrits, il aide à considérablement populariser l'histoire du Québec, que ce soit avec les ouvrages célèbres comme Nos racines. l’histoire vivante des Québécois (écrit avec Hélène-Andrée Bizier) ou l’Histoire populaire du Québec (en cinq tomes). L’œuvre de Jacques Lacoursière illustre le désir de l'historien de montrer à la nation québécoise toute la richesse de son histoire. Proche du grand public et n'hésitant pas à revêtir des costumes d'époque dans certains événements, ses interventions ainsi que ses approches pédagogiques et narratives visent à faire en sorte que l'histoire soit vivante et ne soit plus une chose impersonnelle et lointaine.

## Biographie

### Enfance, formation et influences
Né à Shawinigan en 1932 au sein d’une famille nombreuse et d’un père imprimeur,, Jacques Lacoursière se destine en premier lieu à la prêtrise, s’achète une soutane, puis s’intéresse au droit pour ensuite prêter main-forte à l’entreprise familiale. À la fin des années 1950, il rentre à l’École normale Maurice-L.-Duplessis de Trois-Rivières pour y étudier la pédagogie et obtient un baccalauréat à la fin de sa vingtaine. L’historien avoue qu’il n’était pas fait pour l’histoire à la base et qu’il aimait la littérature. C’est en tant qu’étudiant de Denis Vaugeois à l’École normale que Jacques Lacoursière commence à fortement s’intéresser à l’histoire. Le professeur, alors plus jeune que lui, lui donne la piqûre de ce qui allait devenir une vocation tardive. 
Lacoursière épouse Monique Dubois à Trois-Rivières en 1957.

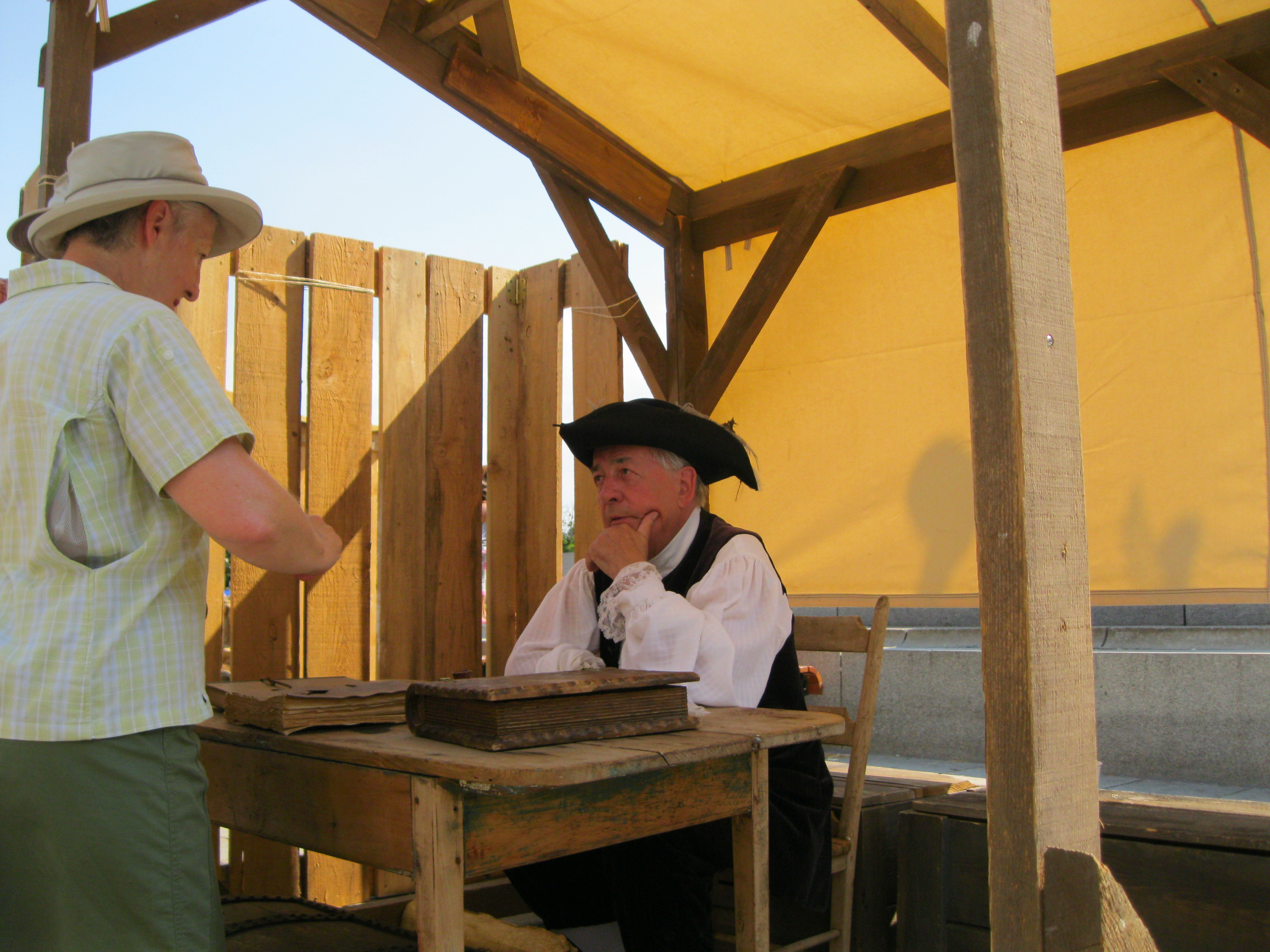
Jacques Lacoursière au marché public dans l'ambiance du XVIIIe siècle de Pointe-à-Callière le 26 août 2012

Dans les années 1960, il est collaborateur à Libre Nation, un journal nationaliste et indépendantiste. Son comparse Denis Vaugeois dans l'hommage qui lui est rendu en 2018 écrit "Nationaliste peut-être mais pas au point de se sentir inconfortable dans les institutions fédérales."
Il fait son entrée dans la fonction publique au Ministère de l'éducation en 1968 et au Ministère des affaires intergouvernementales comme attaché politique en 1969.
Passionné d'histoire, il travailla longtemps à la revue historique Nos Racines, œuvre maintenant introuvable car non rééditée. L'auteur a repris ses textes et en a fait une refonte complète dans la nouvelle collection Histoire populaire du Québec, maintenant en cinq tomes. Il est l'un des créateurs du journal Le Boréal Express, en compagnie de Denis Vaugeois et de Gilles Boulet, notamment.

### Carrière médiatique
En 1977 et 1978, Jacques Lacoursière a été recherchiste pour la série Duplessis, scénarisée par Denys Arcand et présentée à Radio-Canada. En 1996, il a participé à l'élaboration (en coulisse comme devant la caméra) de la télésérie historique Épopée en Amérique réalisée par Gilles Carle. Il est le frère de la romancière Louise Lacoursière.

### Décès
Jacques Lacoursière meurt le 1er juin 2021 à l'âge de 89 ans.

## Distinctions
- 1999 : Prix de l'Institut canadien de Québec[10]
- 2002 : Chevalier de l'Ordre national du Québec
- 2003 : Médaille de l'Académie des lettres du Québec
- 2006 : Membre de l'ordre du Canada
- 2007 : Prix Adagio
- 2007 : Prix Gérard-Morisset[1]
- 2008 : Légion d'honneur (France)
- 2008 : Docteur honoris causa de l'Université de Moncton[11], Campus d'Edmundston
- 2008 : Docteur honoris causa de l'Université du Québec à Montréal[12]
- 2012 : Commissaire à la Commission de toponymie du Québec[13]
- 2015 : Chevalier de l'ordre de la Pléiade[14]

## Ouvrages publiés
- 1968 : Histoire, 1534–1968, Équipe du Boréal Express, sous la direction de Denis Vaugeois et Jacques Lacoursière
- 1969 : Les Troubles de 1837-38, Denis Vaugeois et Jacques Lacoursière
- 1970 : L'Acte de Québec et la Révolution américaine, Denis Vaugeois et Jacques Lacoursière
- 1972 : Notre histoire: Québec—Canada, Jacques Lacoursière
- 1972 : Alarme citoyens ! : l'affaire Cross-Laporte, du connu à l'inconnu,  Montréal, Éditions La Presse, 1972
- 1974 : Québec 72–73
- 1976 : Canada—Québec : synthèse historique, Denis Vaugeois et Jacques Lacoursière
- 1979 : Il était une fois... le Québec, recherche sous la direction de Jacques Lacoursière
- 1991 : Mémoires québécoises, de Jacques Mathieu et Jacques Lacoursière
- 1995–2008 : Histoire populaire du Québec, cinq volumes, éditions du Septentrion (réédition des quatre premiers volumes en 2013, 2020 et 2021)
- 1995: A People's History of Quebec, traduction condensée en un livre des cinq volumes de "Histoire populaire du Québec", par Jacques Lacoursière et traduit par Robin Philpot, propriétaire des éditions Baraka Books, en collaboration avec Denis Vaugeois, propriétaire des Éditions Septentrion
- 1997 : Monsieur le président : les orateurs et les présidents depuis 1792
- 2000 : La Chanson comme miroir de poche : conversation avec Jacques Lacoursière / Gilles Vigneault
- 2000 : Canada-Québec : synthèse historique, 1534-2000, nouvelle édition, Jacques Lacoursière, Jean Provencher et Denis Vaugeois  (ISBN 2-89448-186-1) ; nouvelle édition mise en jour en 2011 parue sous le titre Canada-Québec, 1534–2010  (ISBN 978-2894486535)
- 2001 : Shawinigan, 100 ans d'histoire : De l'effervescence au renouveau, Éditions des Glanures, Shawinigan, 2001. 326 p.  (ISBN 2-920764-34-9)
- 2002 : Une histoire du Québec / racontée par Jacques Lacoursière, éditions du Septentrion, Québec  (ISBN 978-2-89448-322-0)
- 2005 : L'Île-des-Sœurs : d'hier à aujourd'hui, Montréal,
- 2008 : Histoire populaire du Québec, (volume 5)
- 2008 : Québec et sa région, Montréal, Éditions de l'Homme

### Hommages posthumes
- Hommage à Jacques Lacoursière: conversation autour d'un homme et son œuvre par les Rendez-vous d'histoire de Québec en 2021[15]